# Хемолитичка анемија
Анемија се дефинише смањење транспортног капацитета крви за кисеоник или као смањивање концентрације хемоглобина у крви. Транспорт кисеоника у крви обавља протеин хемоглобин, који се налази у еритроцитима.
Хемолиза је процес разградње, уништавања еритроцита. Упоредо са разградњом тече и процес стварања еритроцита-еритропоеза. Када се више еритроцита разграђује, него што организам може да створи настају симптоми анемије.
Хемолитичка анемија је анемија са повећаном разградњом еритроцита (црвена крвна зрнца). Нормални животни век еритроцита ја око 120 дана, у случају хемолитичке анемије је њихов животни век скраћен на 20-40 дана, код умерене хемолизе, односно на 5-20 дана, код тешке хемолитиче анемије.

## Симптоми
Знаци хемолизе (уништавање еритроцита).
- повећана количина неконјугованог билирубина, блага жутица

- тамна пребојеност мокраће

- повећане слезине (слезина) или спленомегалија

Симптоми анемије (хемолитичка анемија):
- замарање, слабост

- главобоља, вртоглавица, зујање у ушима

- диспнеја-осећај губитка ваздуха

- тахикардија-убрзан срчан рад, ангина пекторис (angina pectoris), срчани шум

- жутица-иктерус

- бела боја коже, слузокоже

Ови симптоми се срећу код свих анемија, и могу бити различите јачине. 
Код тешке хемолитичке анемије може доћи и до екстрамедуларне хематопоезе. Нормално се црвена крвна зрнца синтетишу у коштаној сржи неких костију: стернум, клавикула, скапула (лопатица) кости карлице, пршљенови... У случају убрзаног уништавања еритроцита организам активира производњу еритроцита и на другим местима: јетра (па настаје хепатомегалија), слезина, друге кости... 
Такође може доћи до стварања жучних каменаца због повећане синтезе пигмента билирубина, који потиче од хемоглобина, а излучује се путем жучи.
Кроз запаљења, операције могу настати такозване хемолитичке кризе са жутицом, боловима у стомаку-повећана разградња еритроцита. 
Могу се јавити и апластичне кризе. Апластичне кризе настају због супресије синтезе еритроцита услед инфекције (парвовирус Б19 или медикамената.

## Подела
На основу узрока деле се на:
- корпускуларне: настају због поремећаје функције и структуре црвених крвних зрнаца или хемоглобина. Код неких болести (сфероцитоза, елиптоцитоза) је мембрана еритроцита крута, мање отпорна што доводи до промене облика еритроцита уласка воде у њих и до њиховог прераног пропадања.

Корпускуларни поремећаји су увек урођени.
- екстракорускуларне: то су махом стечени поремећаји. Еритроцити су овде сасвим нормално грађени, али услед спољашњих узрока (нпр. вештачи срчани залистак) или унутрашњих фактора (аутоимуна реакција) бивају прерано уништени.

Подела хемолитичке анемије
| поремећај                               | пример                                                                          |
| корпускуларне хемолитичке анемије       |                                                                                 |
| поремећаји мембране еритроцита          | сфероцитоза елиптоцитоза пароксизмална ноћна хемоглобинурија                    |
| метаболички поремећаји еритроцита       | дефект глукозо-6-фосфат-дехидрогеназе дефект пируваткиназе                      |
| поремећаји хемоглобина                  | таласемија метхемоглобинемија аномалије хемоглобина (нпр. српаста анемија)      |
| екстракорпускуларне хемолитичке анемије |                                                                                 |
| аутоантитела                            | фетална еритробластоза грешке у трансфузији крви лекови хладна и топла антитела |
| хиперспленизам(повећане слезине)        | код цирозе јетре                                                                |
| механичка хемолиза                      | ХУС ТТП ДИК вештачки залисци срца...                                            |
| из других разлога                       | инфекције (маларија, сепса) уремија инсуфицијенција јетре ујед змије...         |

ХУС- Хемолитички уремијски синдром
ТТП-тромботична тромбоцитопенијска пурпура
ДИК-Дисеминована интраваскуларна коагулација

## Патогенеза
Главно место разградње црвених крвних зрнаца је слезина. Код тешких хемолитичких анемија долази не само до појачане разградње еритроцита у слезини, већ и унутар крвних судова. Услед њиховог уништавања ослобађа се хемоглобин. Хемоглобин се везује за протеин крвне плазме хаптоглобин, што доводи до смањења концентрације хаптоглобина у крви, тако да је то најосетљивију лабораторијски параметар хемолизе. Када се са хаптоглобин потроши у крви се може наћи слободан (невезан хемоглобин), а код тешке хемолизе не само у крви већ и урину-хемоглобинурија.
Коштана срж реагује путем повећана стварања еритроцита. У крви је повећана концентрација младих еритроцита-ретикулоцита (нормална концентрација ретикулоцита је 3-5% од броја еритроцита).
Лабораторијски знаци хемолизе:
| знаци разградње еритроцита                            |
| смањен хаптоглобин у серуму                           |
| повећан неконјуговани билирубин у серуму              |
| повећан уробилин у урину                              |
| повећана лактатдехидрогеназа у серуму                 |
| фрагменти еритроцита (схистоцити)                     |
| знаци повећане синтезе еритроцита                     |
| ретикулоцитоза                                        |
| хиперплазија коштане сржи                             |
| посебни знаци неких хемолитичких анемија              |
| сфероцити (лоптасти еритроцит)                        |
| елиптоцити (елипсоидни еритроцити)                    |
| српасте ћелије                                        |
| стоматоцити (пукотине као да су еритроцити пробушени) |

## Подела

### Поремећаји мембране еритроцита
- Сфероцитоза
- Елиптоцитоза
- Пароксизмална ноћна хемоглобинурија

### Хемоглобинопатије
су поремећаји у стварању хемоглобина. Хемоглобин се састоји од хема и протеина глобина. ромене могу захватити обе компоненте.
Норамално један молекул хемоглобина садржи један молекул хема и четири молекула (ланца) глобина (најчешће 2 α и 2 ß молекула). Постоје α,β,γ,δ,ξ § врсте молекула хемоглобина.
- ••Поремећаји глобина могу бити:

- •квалитативне-промене- промене структуре овог протеина.

У ову групу спадају следеће анемије:
- српаста анемија (хемоглобин С)

- хемоглобин Ц

- хемоглобин Е

- остале нпр. хемоглобин-Малме, хемоглобин-Канзас

- • квантитативне промене настају услед повећане или смањене синтезе појединих врста глобина. Ови ланци су нормалне структуре, али синтеза појединих ланаца је смањена. На пример уместо синтезе ß ланаца синтетишу се γ ланци. Хемоглобинопатије из ове групе са називају и таласемије.

- •• Поремећаји хема

Молекул хема садржи двовалентно гвожђе као централни атом. Само двовалентно гвожђе може да везује кисеоник. Уколико је гвожђе тровалентно такав хемоглобин се зове метхемоглобин. Метхемоглобин не преноси кисеоник.
- метахемоглобинемија

### Метаболички поремећаји еритроцита
- Недостатак глукозо 6-фосфат-дехидригеназе је последица дефицита ензима за хексозо-монофосфатни пут који обезбеђује око 10% енергије еритроцитима, али и поспешује стварање метхемоглобина. Овај пут ствара ATP, кога нема због чега долази до редукције метхемоглобина у хемоглобину. Приметна је денатурација хемоглобина и таложење Heinzovih телашаца (перципитата денатурисаног хемоглобина) који смањују савитљивост еритроцита што даље доводи до њихове хемолизе у слезини.

- Недостатак пируваткиназе настаје услед дефицита ензима за Embden Meyerov пут (анаеробну гликолизу), из којега се добија око 90% енергије за еритроците. Овај недостатак доводи до недовољног стварања енергије у еритроцитима а самим тим и до недовољног обнављања ATP-а чиме долази до скраћења вијека трајања еритроцита.

### Имунолошке анемије
- Аутоимуне хемолитичке анемије са хладним и топлим антителима

- Алоимуне хемолитичке анемије:

Фетална еритробластоза, неподударност крвних група, после трансплантације...

### Остале врсте
- услед маларије

- услед лекова: пеницилин

Пеницилин делује као хаптен, везује се за мембрану еритроцита што доводи до стварања антитела која уништавају еритроците.